# Stade Gaston-Gérard
Le stade Gaston-Gérard est un stade de football français situé à Dijon, dans le quartier Montmuzard, inauguré en 1934. Il est utilisé pour les rencontres du club de football du Dijon FCO. Le stade servait également de terrain d'athlétisme avant ses travaux d'agrandissement entre 2007 et 2017.

## Histoire

### Parc omnisports
Construit dans les années 1930 sous l'impulsion de Gaston Gérard, député-maire de Dijon de 1919 à 1935, le stade est inauguré en 1934 par le président de la République Albert Lebrun. Il ne prend le nom du maire qu'en 1969, à la suite de la mort de ce dernier la même année.
D'une capacité d'origine d'environ 10 000 places, le parc des sports s'équipe d'éclairage nocturne en 1974 lors de l'ascension du club de foot dijonnais (à l'époque Cercle Laïque Dijonnais) en National. Accueillant également des meetings d'athlétisme, le stade était jusqu'à sa rénovation un parc omnisport. Il restera comme le lieu d'un des records de Sergueï Bubka qui effectua un saut à la perche de 6,11 m le 13 juin 1992. Désormais, le Parc des Sports est seulement utilisé pour les rencontres du Dijon FCO.

### Rénovation et agrandissement du stade
Assez vétuste et peu confortable, le stade fait l'objet d'un important projet de rénovation qui débute le 26 septembre 2007. Le projet initial, conçu par l'atelier d'architecture Michel Rémon, a pour but de construire des tribunes uniformes, reliées dans les angles, avec un anneau de gradin pour le grand public et des loges sous le toit faisant le tour du terrain.

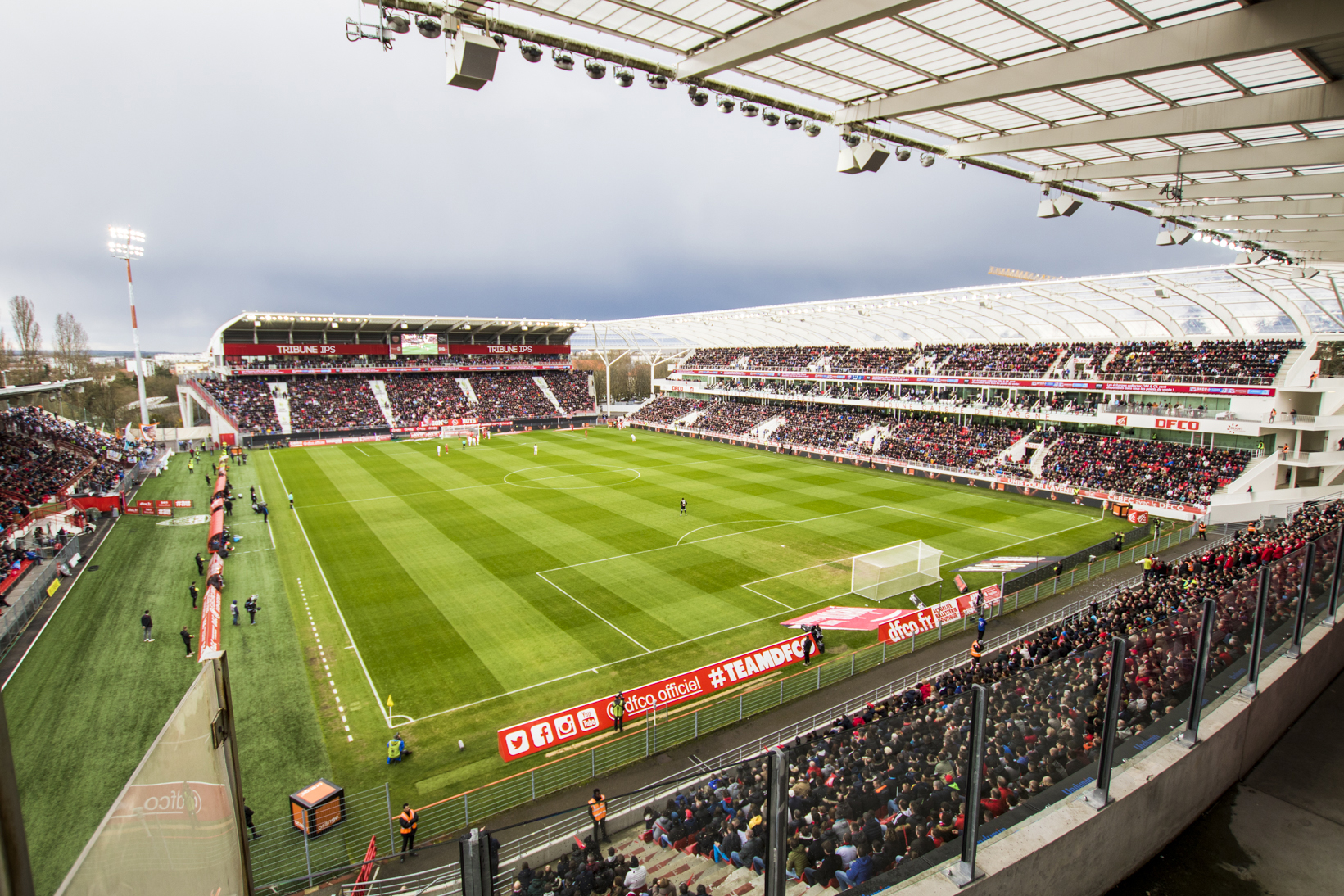
Le stade Gaston-Gérard, depuis la tribune Delin (Sud), durant un match de Ligue 1 contre l'OM

#### Tribunes Nord et Sud

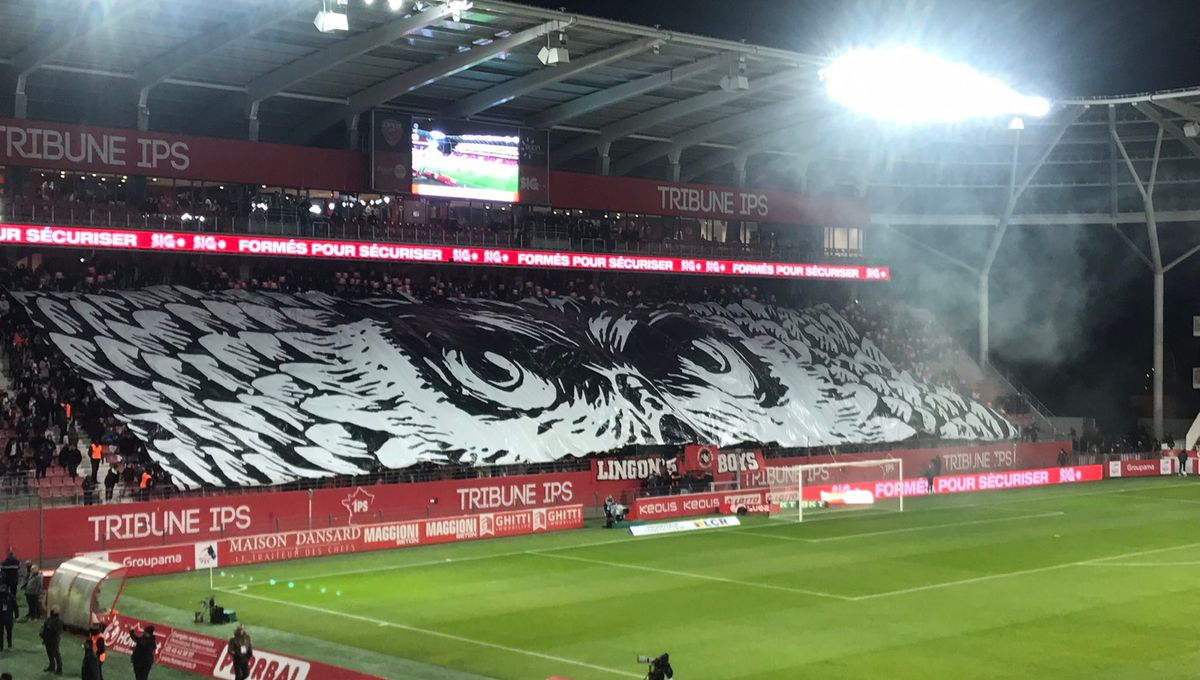
La Tribune Nord animée par le groupe de supporters avant le match DFCO - Auxerre en 2021

Inaugurée le 29 mai 2009, la première tribune à sortir de terre est celle du côté nord avec une capacité de 5 530 places : 
- une volée basse avec 1 600 places debout.
- une volée intermédiaire avec 3 576 places assises.
- une volée haute avec 354 places assises.

Le virage sud, qui accueillait les visiteurs sur des gradins en béton à ciel ouvert, est entièrement détruit et remplacé le 29 octobre 2010 par une tribune couverte de 5 332 places :
- une volée basse avec 1 600 places debout.
- une volée intermédiaire avec 3 583 places assises.
- une volée haute avec 149 places assises.

Le coût de la construction de ces deux virages est estimé à 21,7 millions d'euros. Par la suite, ces tribunes ont été renommées tribune Dijon Céréales (pour le virage nord) et tribune Rougeot (virage sud), par le biais du naming. Depuis 2021, la tribune nord s'appelle tribune IPS et la tribune sud, tribune Delin.

#### Tribune Est
Le 18 septembre 2014, le Grand Dijon dévoile lors d’une conférence de presse le projet final concernant la destruction de la tribune Marathon et la construction d'une nouvelle tribune en lieu et place, réalisée par le cabinet Jean Guervilly. Cette réalisation diffère de celle prévue originellement par le cabinet Rémon et qui devait être dans la continuité des tribunes nord et sud. Le coût de ces nouveaux travaux a été estimé à 20 millions d'euros, avec une couverture des angles. Les travaux de démolition de l'ancienne tribune ont été effectués à l'été 2015 et la livraison de la nouvelle tribune est prévue le 16 septembre 2017. La tribune Est a une capacité de 4 753 places assises :
- une volée basse : 2 711 places assises.
- une volée intermédiaire : 204 places assises.
- une volée haute : 1 838 places assises.

Cette nouvelle tribune porte le nom de tribune Caisse d'Épargne, via, à nouveau, un parrainage.
La partie basse de la tribune est ouverte au public le 4 février 2017, à l'occasion d'un match contre le Paris SG,.
Le stade Gaston-Gérard dispose désormais, avec la tribune Ouest (2 761 places), d'une capacité de 15 459 places.

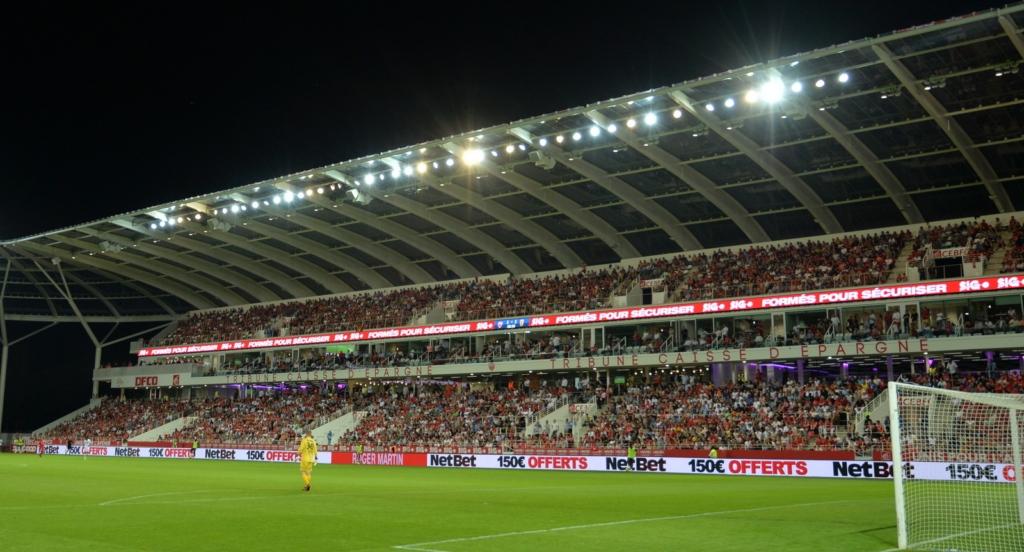
La tribune Caisse d'Epargne du stade Gaston-Gerard

## Centre de formation
Le centre de formation du DFCO a été inauguré le 17 janvier 2014 en présence des représentants du Grand Dijon et du conseil régional de Bourgogne, partenaires financiers de cet équipement situé au stade des Poussots. Pour la première saison, 22 jeunes joueurs venus de la France entière ont été sélectionnés. Ce nouveau centre marque une étape importante dans l’évolution du DFCO, qui pourra ainsi constituer un vivier de jeunes talents pour son équipe professionnelle.

## Chronologie
- 19 mai 1934 : inauguration du Parc des sports par le président de la République Albert Lebrun.
- 1969 : après la mort de Gaston Gérard, le stade est baptisé de ce nom en l'honneur du principal artisan de sa construction.
- 1974 : installation de l'éclairage.
- 1988 : couverture de la tribune Est.
- 1990 : construction des loges en tribune Ouest.
- 26 septembre 2007 : début des travaux de rénovation du stade.
- 29 mai 2009 : inauguration de la tribune Nord (Suez) lors de la dernière journée du championnat de Ligue 2 2008-2009.
- 29 octobre 2010 : inauguration de la tribune Sud lors de la 13e journée de Ligue 2 2010-2011.
- 7 août 2011 : première utilisation du site en match de Ligue 1 (DFCO vs Stade rennais).
- 16 septembre 2017 : inauguration de la tribune Est lors de la 6e journée de Ligue 1 2017-2018.

## Football
Matchs notables
- 5 mars 1961 : affluence record de 15 869 places vendues sur 16 099 places durant le match Reims-Alès, dans le cadre des huitiemes de finale de la Coupe de France de football 1961.
- 22 avril 2009 : l'équipe de France de football féminin vient jouer au Parc des Sports un match amical de préparation au Championnat d'Europe de football féminin 2009 contre l'équipe de Suisse de football féminin qu'elle bat 2-0.
- 5 septembre 2015 : Match caritatif "La Decennie Des Champions" au profit de la recherche sur Alzheimer. Sont présents entre autres Robert Pires, Christophe Dugarry, Lilian Thuram, Sylvain Wiltord, ainsi que les entraineurs Aimé Jacquet & Jacques Santini. Just Fontaine en invité d'honneur et Jean-Michel Aulas pour diriger la journée.
- 16 octobre 2018 : l'équipe de France espoirs de football joue pour la première fois à Gaston-Gérard en vue des qualifications pour l'Euro 2019 espoirs contre la Slovénie (nul 1-1).
- 12 juillet 2024 : l'équipe de France féminine de football affronte la Suède dans le cadre des qualifications pour l'Euro 2025[11] (victoire 2-1 devant 12 317 spectateurs).

## Athlétisme
- 13 juin 1992 : Sergueï Bubka, légende de l'athlétisme, bat avec 6,11 m son 30e record du monde au saut à la perche lors du meeting de Dijon.

## Culture populaire
- 4 juin 1980 : Bob Marley s'y produit[12].
- 2024 : il sert de décor à la série La Fièvre, produite par Canal+.

## Polémique de 2011

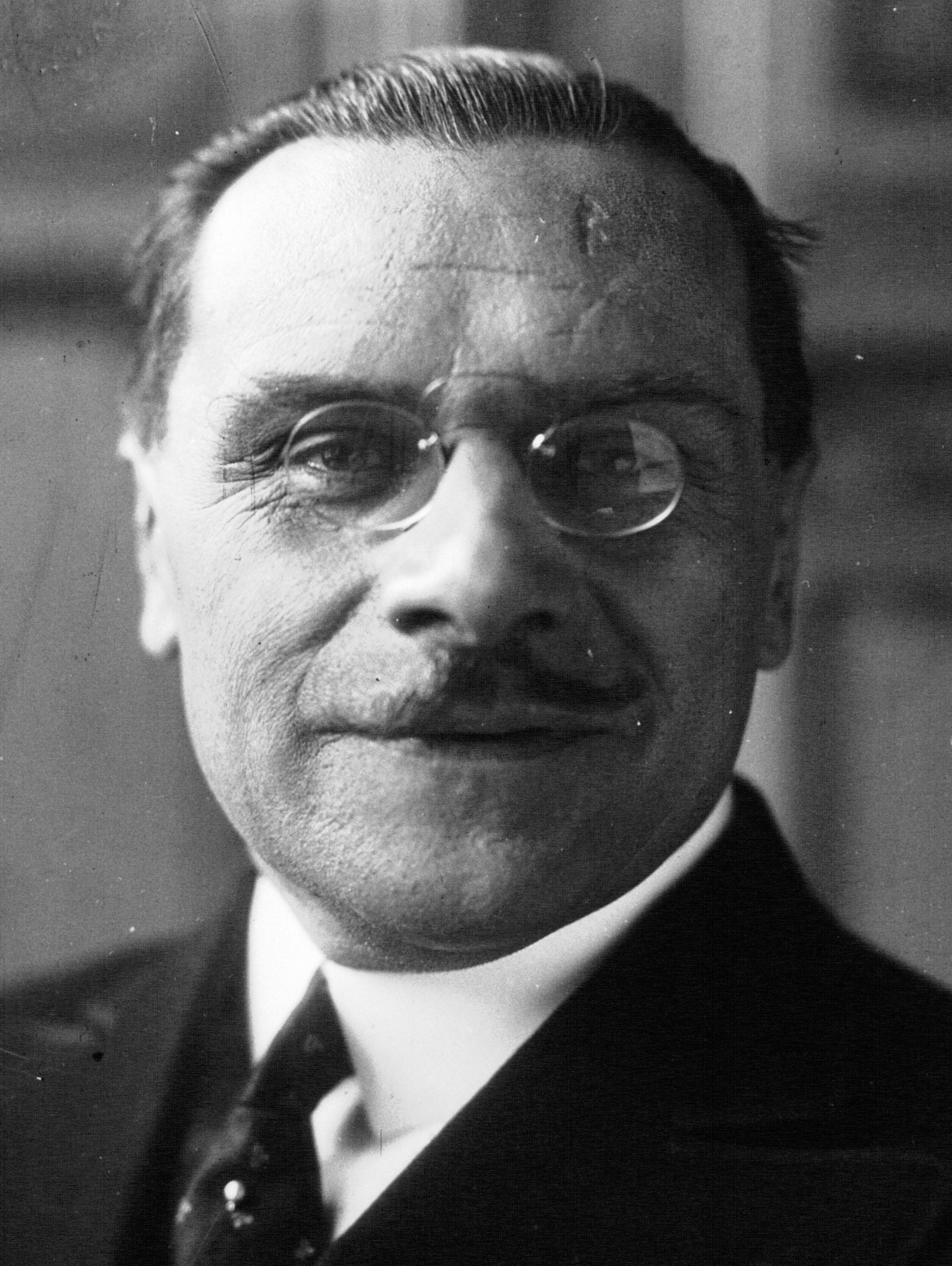
Gaston Gérard, député maire de Dijon de 1919 à 1935.

La première accession en Ligue 1 du DFCO en 2011 incite la presse locale à se pencher sur le Parc des Sports et sur l'ancien maire qui lui a donné son nom. Le journaliste Jérémy Demay publie ainsi en juin 2011 dans La Gazette de Côte-d'Or un article où il évoque les activités de Gaston Gérard pendant l'Occupation. L'ancien maire de Dijon a alors souhaité retrouver son siège de maire de Dijon perdu en 1935, au point de fréquenter des milieux collaborationnistes. Le journaliste rappelle qu'à la Libération, Gaston Gérard a été condamné à une peine d’inéligibilité. Puis une autre journaliste prétend que l'ancien maire a aussi été frappé d’indignité nationale en raison de sa collaboration avec le régime de Vichy. Ces affirmations incitent en 2011 le maire de Dijon à consulter l'Académie de Dijon sur ce sujet. Un membre de celle-ci, Gilles-Antoine Bertrand, a mis les choses au point dans un article, « Gaston Gérard : quelques repères (16 juin 1940 - 6 août 1953) », paru dans les Mémoires de l'Académie de Dijon de 2011-2012. L'auteur remarque que, sous l'Occupation, Gaston Gérard n'a publié qu'un article dans la presse locale, dans lequel il ne mentionnait pas le maréchal Pétain et ne disait rien d'une collaboration avec les Allemands. Aucun document n'indique qu'il ait été condamné à l'indignité nationale à la Libération : sinon, il n'aurait pas pu continuer à exercer sa profession d'avocat, jusqu'à sa mort, et il n'aurait pas pu porter sur sa robe les insignes de commandeur de la Légion d'honneur et de la Croix de guerre 1914-1918.